# Marc Saufeu
Marc Saufeu (en llatí Marcus Saufeius) va ser un polític romà del segle i aC.
Era company de Miló i va prendre part destacada en l'assassinat de Publi Clodi Pulcre l'any 52 aC. Després de la condemna de Miló va ser acusat en virtut de la lex Pompeia de vi, i es va escapar a la condemna per només un vot. Uns dies després va tornar a ser acusat en virtut de la lex Plautia però va ser altre cop absolt. L'orador i ex cònsol Ciceró el va defensar les dues vegades.